# Chlorophytum inconspicuum
Chlorophytum inconspicuum är en sparrisväxtart som först beskrevs av John Gilbert Baker, och fick sitt nu gällande namn av Inger Nordal. Chlorophytum inconspicuum ingår i släktet ampelliljor, och familjen sparrisväxter. Inga underarter finns listade i Catalogue of Life.